# ژلیکو اوبرادوویچ
ژلیکو اوبرادوویچ (سیریلیک صربی: Желимир Жељко Обрадовић؛ زادهٔ ۹ مارس ۱۹۶۰) یک مربی اهل یوگسلاوی است.

## باشگاهی
از باشگاه‌هایی که در آن بازی کرده‌است می‌توان به یونیورسو ترویزو و باشگاه بسکتبال رئال مادرید اشاره کرد. وی در حال حاضر هدایت تیم فنرباغچه اولکررا بر عهده دارد. ژلیکو بع عنوان یکی از بهترین مربیان اروپا با هشت عنوان قهرمانی یورولیگ با چهار باشگاه مختلف است.